# Зелёный Гай (Березнеговатский район)
Зелёный Гай (укр. Зелений Гай) — село в Березнеговатском районе Николаевской области Украины.
Основано в 1922 году. Население по переписи 2001 года составляло 7 человек. Почтовый индекс — 56224. Телефонный код — 5168. Занимает площадь 0,256 км².

## Местный совет
56223, Николаевская обл., Березнеговатский р-н, с. Сергеевка, ул. Советская, 13